# Pelargoderus marginipennis
Pelargoderus marginipennis es una especie de escarabajo longicornio del género Pelargoderus, tribu Monochamini, subfamilia Lamiinae. Fue descrita científicamente por Ritsema en 1895.

## Descripción
Mide 29-30 milímetros de longitud.

## Distribución
Se distribuye por Indonesia.